# منحة زيتون
منحة زيتون (15 سبتمبر 1960 - 9 أغسطس 2023)، ممثلة مصرية.

## عنها
تخرجت من جامعة عين شمس قسم الأدب الفرنسي. بدأت مشوارها الفني صدفة عندما قرأت إعلانًا يطلب فيه مشاركة بورشة تمثيل ومن خلال هذه الورشة كانت مشاركتها الأولى في مسرحية بشويش مع المخرج جلال الشرقاوي. ثم في عام 1988 دخلت للسينما من خلال مشاركة في فيلم سرقات صيفية ثم توقفت لفترة لتعود مجددًا في فيلم مرسيدس في عام 1993. غالبية مشاركتها كانت كوميدية بسبب بدانتها.

## أعمالها

### في التلفزيون
- 2002: فارس بلا جواد.
- 2002: حسك عينك.
- 2003: ملفات سرية.
- 2003: كناريا وشركاه.
- 2004: عفاريت السيالة.
- 2005: أحلام في البوابة.
- 2006: دعوة فرح.
- 2007: أولاد الليل.
- 2007: المصراوية - الجزء الثاني 2009.
- 2008: دموع القمر.
- 2009: قانون المراغي.
- 2009: عبودة ماركة مسجلة.
- 2009: الهروب من الغرب.
- 2009: الرحايا حجر القلوب.
- 2010: نص أنا نص هو.
- 2011: وادي الملوك.
- 2011: دوران شبرا.
- 2012: البلطجي.
- 2013: فرح ليلى.
- 2013: أحلى أيام.
- 2015: الوسواس.
- 2017: لمعي القط.
- 2017: الحساب يجمع.

### في السينما
- 1988: سرقات صيفية.
- 1993: مرسيدس.
- 1993: أرض الأحلام.
- يوم حار جدا.
- 1997: الجسر.
- 1999: همام في أمستردام.
- 1999: جنة الشياطين.
- 2000: ليه خلتني أحبك.
- 2001: مواطن ومخبر وحرامي.
- 2001: سكوت حنصور.
- 2001: جواز بقرار جمهوري.
- 2001: جاءنا البيان التالي.
- 2001: الرجل الأبيض المتوسط.
- 2002: كذلك في الزمالك.
- 2004: بحب السيما.
- 2009: بالألوان الطبيعية.
- 2011: الشوق.
- 2012: برتيتا.
- 2012: بابا.
- 2018: جريمة الإيموبيليا.

## روابط خارجية
- منحة زيتون على موقع الدهليز
- منحة زيتون على موقع قاعدة بيانات الأفلام العربية